# (8795) Dudorov
(8795) Dudorov est un astéroïde de la ceinture principale.

## Description
(8795) Dudorov est un astéroïde de la ceinture principale. Il fut découvert le 1er mars 1981 à Siding Spring par Schelte J. Bus. Il présente une orbite caractérisée par un demi-grand axe de 3,20 UA, une excentricité de 0,17 et une inclinaison de 10,7° par rapport à l'écliptique.

## Compléments